# Eduardo Meza
Eduardo Meza Rodríguez (1961 - 13 de octubre de 2021), más conocido como ‘’‘Eduardo Meza’’’, fue un destacado productor mexicano, reconocido sobre todo por su trabajo en telenovelas emitidas por Televisa. Además, fue conocido por ser un colaborador cercano de la productora Rosy Ocampo.«Murió el productor de Televisa Eduardo Meza». TVyNovelas. Consultado el 13 de octubre de 2021.«Muere Eduardo Meza, productor de ‘La fea más bella’, ‘Aventuras en el tiempo’ y más». Publimetro México. Consultado el 18 de octubre de 2021.

## Carrera
Eduardo Meza colaboró estrechamente con la productora de telenovelas Rosy Ocampo durante gran parte de su trayectoria, siendo un colaborador crucial en sus producciones.
Inició su carrera en 1998, como productor asociado en telenovelas infantiles tales como: ‘’El diario de Daniela’’, ‘’Amigos por siempre’’, ‘’Rayito de luz’’, ‘’Aventuras en el tiempo’’, ‘’Cómplices al rescate’’, ‘’Alegrijes y rebujos’’, ‘’Misión SOS’’, y también produjo el reality show infantil ‘’Código F.A.M.A.’’.
En 2006, se desempeñó como productor asociado de ‘’La fea más bella’’, protagonizada por Angélica Vale y Jaime Camil. Esta telenovela fue altamente reconocida por su elevado índice de audiencia, siendo considerada la mejor telenovela de ese año en México y una de las más vistas en la historia del país«La fea más bella - Wikiwand». Consultado el 5 de octubre de 2023.«La fea más bella - Wikia TLNovelas». Consultado el 5 de octubre de 2023.«Así han cambiado los protagonistas de “La Fea Más Bella” - Barrio». Consultado el 5 de octubre de 2023.«La fea más bella: Así luce actualmente el elenco de esta telenovela mexicana - La Verdad Noticias». Consultado el 5 de octubre de 2023..
Entre 2008 y 2016, junto con Rosy, produjo comedias como: ‘’Las tontas no van al cielo’’, ‘’Por ella soy Eva’’, ‘’Qué pobres tan ricos’’ y ‘’Antes muerta que Lichita’’.
En 2009, fue productor asociado de la telenovela juvenil ‘’Camaleones’’.
En el ámbito dramático, contribuyó en telenovelas como: ‘’Amor sin maquillaje’’, ‘’La fuerza del destino’’, ‘’Mentir para vivir’’ y ‘’La doble vida de Estela Carrillo’’.
Hizo su debut como productor ejecutivo con ‘’Papá a toda madre’’, en la cual participaron actores como Sebastián Rulli, Maite Perroni, Raúl Araiza y Mark Tacher.«Sebastián Rulli sorprenderá al público en “Papá a toda madre”: Meza». radioformula.com.mx. Archivado desde el original el 25 de abril de 2018. Consultado el 11 de agosto de 2017.

## Trayectoria

### Productor ejecutivo - Telenovelas
- Papá a toda madre (2017-2018)[1]
- Doña Flor y sus dos maridos (2019)

### Productor asociado - Telenovelas
- El diario de Daniela (1998-1999)
- Amigos por siempre (2000)
- Rayito de luz (2000-2001)
- Aventuras en el tiempo (2001)
- Cómplices al rescate (2002)
- Alegrijes y rebujos (2003-2004)
- Misión SOS (2004-2005)
- La fea más bella (2006-2007)
- Amor sin maquillaje (2007)
- Las tontas no van al cielo (2008)
- Camaleones (2009-2010)
- La fuerza del destino (2011)
- Por ella soy Eva (2012)
- Mentir para vivir (2013)
- Qué pobres tan ricos (2013-2014)
- Antes muerta que Lichita (2015-2016)
- La doble vida de Estela Carrillo (2017)

### Asistente de producción - Telenovelas
- Martín Garatuza (1986)

### Productor asociado - Programas
- Código F.A.M.A. (2003)
- Temporada 2: Código F.A.M.A. (2004)
- Temporada 4: Código F.A.M.A. Internacional (2005)
- Temporada 3: Código F.A.M.A. "La evolución" (2005)

## Premios y nominaciones

### Premios TVyNovelas
| Año  | Categoría        | Telenovela                       | Resultado |
| ---- | ---------------- | -------------------------------- | --------- |
| 2018 | Mejor telenovela | Papá a toda madre                | Nominado  |
| 2018 | Mejor reparto    | Papá a toda madre                | Nominado  |
| 2018 | Mejor reparto    | La doble vida de Estela Carrillo | Nominado  |

### GLAAD Media Awards
| Año  | Categoría                      | Serie             | Resultado |
| ---- | ------------------------------ | ----------------- | --------- |
| 2019 | Serie sobresaliente en español | Papá a toda madre | Nominado  |